# Arma de fusão pura
Uma arma de fusão pura é uma hipotético projeto de bomba de hidrogênio que não precisa de uma fissão explosiva "primária" para inflamar a fusão do deutério e trítio, dois pesados isótopos de hidrogênio usado em fissão-fusão termonuclear armas . Essa arma não exigiria nenhum material físsil e, portanto, seria muito mais fácil de desenvolver em segredo do que as armas existentes. A separação do urânio para armas (U-235) ou do plutônio (Pu-239) necessita de um investimento industrial substancial e difícil de esconder e o bloqueio da venda e transferência do maquinário necessário tem sido o principal mecanismo para controlar a proliferação nuclear para encontro. Por não necessitar de um explosivo primário de fissão para iniciar uma reação de fusão, a arma de fusão pura também teria um rendimento potencial muito maior em relação às armas termonucleares atuais. 

## Explicação
Todas as armas termonucleares atuais usam uma bomba de fissão como uma primeiro meio para criar as altas temperaturas e pressões necessárias para iniciar uma reação de fusão entre o deutério e o trítio em um segundo estágio. Por vários anos, os projetistas de armas nucleares pesquisaram se é possível criar temperaturas e pressões altas o suficiente dentro de um espaço confinado para iniciar uma reação de fusão, sem usar a fissão. As armas de fusão pura oferecem a possibilidade de gerar resultados nucleares arbitrariamente pequenos porque nenhuma massa crítica de combustível físsil precisa ser montada para detonação, como acontece com um primário de fissão convencional necessário para desencadear uma explosão de fusão. Há também a vantagem de reduzir os danos colaterais decorrentes da precipitação radioativa, porque essas armas não criariam os subprodutos altamente radioativos produzidos pelas armas do tipo fissão. Essas armas seriam letais não apenas por causa de sua força explosiva, que poderia ser grande se comparada às bombas baseadas em explosivos químicos, mas também por causa dos nêutrons que geram. Embora vários dispositivos de fonte de nêutrons tenham sido desenvolvidos, alguns deles baseados em reações de fusão, nenhum deles é efetivamente capaz de produzir um rendimento líquido de energia, seja de forma controlada para produção de energia ou não controlada para uma arma.

## Progresso
Apesar da grande soma de investimentos gastos pelos Estados Unidos entre 1952 e 1992 para produzir uma arma de fusão pura, nenhum sucesso mensurável foi alcançado. Em 1998, o Departamento de Energia dos EUA (DOE) divulgou uma decisão de desclassificação de dados restritos afirmando que, mesmo que o Departamento de Energia fizesse um investimento substancial no passado para desenvolver uma arma de fusão pura, " os EUA não são conhecidos por terem e não estão desenvolvendo um arma de fusão pura e nenhum projeto confiável para uma arma de fusão pura resultou do investimento do DOE ". As capacidade de de potência necessária para iniciar uma reação de fusão ainda parecem atingíveis apenas com o auxílio de uma explosão de fissão ou com grandes aparelhos, como lasers poderosos como os da National Ignition Facility, a máquina Sandia Z-pinch ou vários tokamaks magnéticos. Independentemente de quaisquer vantagens alegadas das armas de fusão pura, construir essas armas não parece ser viável usando as tecnologias disponíveis atualmente e muitos expressaram preocupação de que a pesquisa e o desenvolvimento de armas de fusão pura subverteriam a intenção do Tratado de Não-Proliferação Nuclear e do Teste Abrangente Tratado de Banimento.
Tem sido afirmado que é possível conceber uma arma de fusão pura e crua, usando apenas a tecnologia atual não classificada. O projeto da arma pesa cerca de 3 toneladas e pode ter um rendimento total de aproximadamente 3 toneladas de TNT. O projeto proposto usa um grande gerador de compressão de fluxo com bomba explosiva para produzir a alta densidade de potência necessária para inflamar o combustível de fusão. Do ponto de vista do dano explosivo, tal arma não teria vantagens claras sobre um explosivo convencional, mas o fluxo maciço de nêutrons poderia entregar uma dose letal de radiação aos humanos em um raio de 500 metros (a maioria dessas fatalidades ocorreria ao longo de um período de meses, em vez de imediatamente).

## Gatilho de fusão alternativo
Alguns pesquisadores examinaram o uso de antimatéria como um gatilho de fusão alternativo, principalmente no contexto de propulsão de pulso nuclear catalisada por antimatéria, mas também em dispositivos nucleares. Tal sistema, em um contexto de armas, teria muitas das propriedades desejadas de uma arma de fusão pura. No entanto, as barreiras técnicas para produzir e conter as quantidades necessárias de antimatéria parecem formidáveis, muito para além das capacidades atuais.
A emissão gama induzida é outra possibilidade que está sendo pesquisada. Produtos químicos com densidade de energia muito alta, como as urnas e outros, também foram sugeridos como meio de acionar uma arma de fusão pura. Isômeros nucleares também foram investigados para uso em armamentos de fusão pura. Os isômeros de háfnio e tântalo podem ser utilizados para emitir radiação gama muito forte. A emissão gama desses isômeros pode ter energia suficiente para iniciar uma reação termonuclear, sem a necessidade de qualquer material físsil.
A nanotecnologia pode, teoricamente, ser usada para desenvolver armas de fusão pura miniaturizadas disparadas por laser que serão mais fáceis de produzir do que as armas nucleares convencionais.